# Черемшанський район
Черемшанський район (рос. Черемшанский район, тат. Чирмешән районы) — муніципальний район у складі Республіки Татарстан Російської Федерації.
Адміністративний центр — село Черемшан.

## Адміністративний устрій
До складу району входять 18 сільських поселень:
1. Беркетключевське сільське поселення
2. Верхньокаменське сільське поселення
3. Івашкинське сільське поселення
4. Карамишевське сільське поселення
5. Кутеминське сільське поселення
6. Лашманське сільське поселення
7. Мордовсько-Афонькінське сільське поселення
8. Нижньокаменське сільське поселення
9. Нижньокармалкинське сільське поселення
10. Новоільмовське сільське поселення
11. Новокадеєвське сільське поселення
12. Старокадеєвське сільське поселення
13. Старокутуське сільське поселення
14. Староутямиське сільське поселення
15. Туйметкинське сільське поселення
16. Ульяновське сільське поселення
17. Черемшанське сільське поселення
18. Шешминське сільське поселення